# Charlevoix (Michigan)
Charlevoix – miasto w Stanach Zjednoczonych, w stanie Michigan, na Półwyspie Dolnym, w regionie  Północnym (Northern Lower Michigan), administracyjna siedziba władz hrabstwa Charlevoix. 

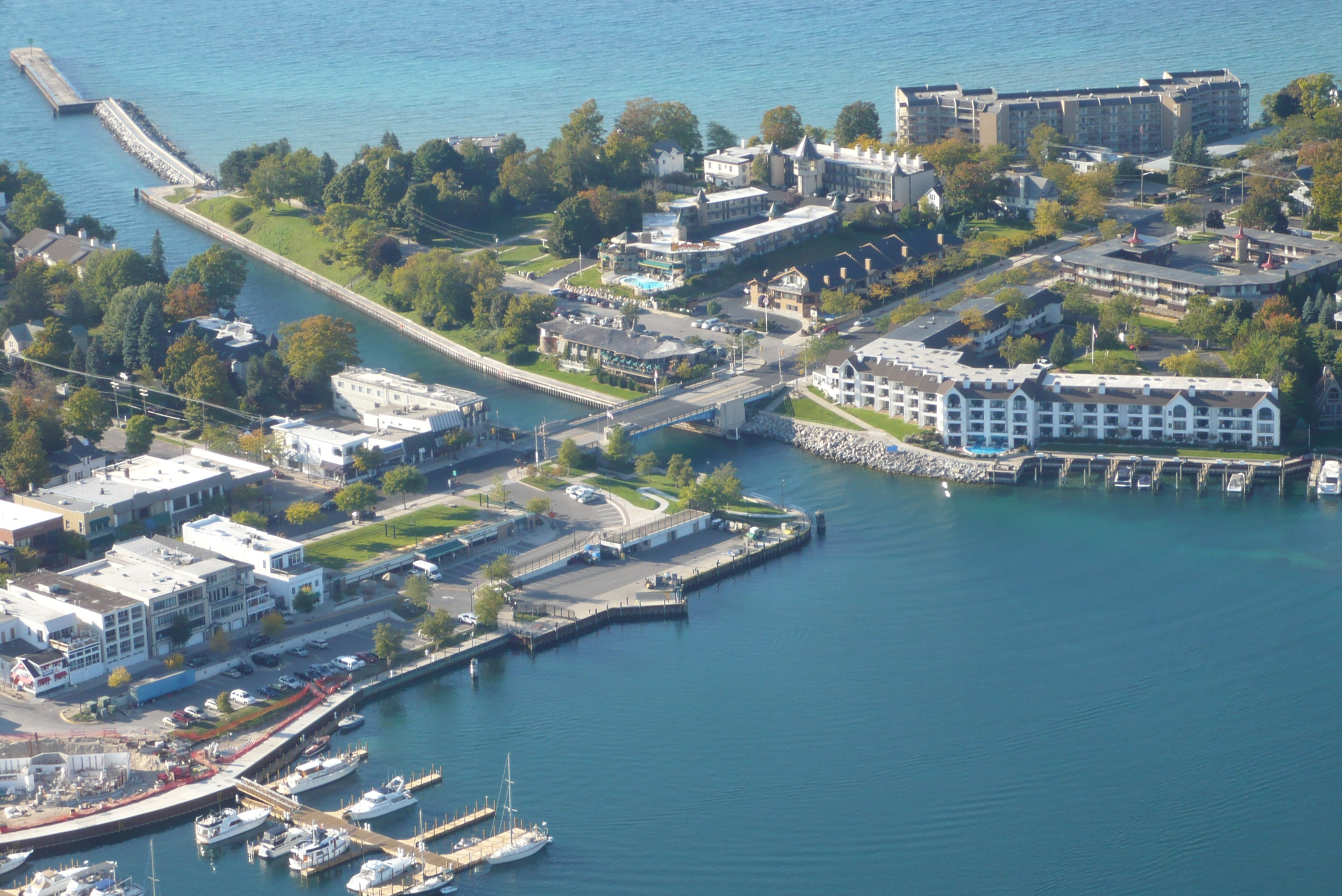
Widok na Round Lake i hotele

Miasto leży na wąskim przesmyku pomiędzy jeziorem Michigan a jeziorem Charlevoix. 
W centrum jest jezioro Round Lake oraz kilka parków rekreacyjnych o powierzchni 125 akrów. W mieście jest port i przystań dla jachtów z pochylnią do wodowania. Z portu kursuje regularny prom na Beaver Island. Ze względu na atrakcyjne położenie miasto jest popularnym miejscem letniego wypoczynku. 
W 2010 r. miasto zamieszkiwało 2513 osób, a w przeciągu dziesięciu lat liczba ludności zmniejszyła się o 16%.